# Astragalus baldshuanicus
Astragalus baldshuanicus är en ärtväxtart som beskrevs av Mikhail Grigoríevič Popov. Astragalus baldshuanicus ingår i släktet vedlar, och familjen ärtväxter. Inga underarter finns listade i Catalogue of Life.